# ヴァルラーム・アヴァネソフ
ヴァルラーム・アレクサンドロヴィチ（アレクサンドリ）・アヴァネソフ（ロシア語: Варлаам (Варлам) Александрович Аванесов、アルメニア語: Վառլամ Ալեքսանդրի Ավանեսով、1884年4月5日〈または9月21日〉 - 1930年3月16日）、本名スレン・カラペトヴィチ（カラペティ）・マルチロシャン(Сурен Карапетович Мартиросян, Սուրեն Կարապետի Մարտիրոսյան) は、アルメニア人の革命家。ロシア語で父称はカルポヴィチ (Карпович)、カルプィチ (Карпыч)、姓はマルチロソフ (Мартиросов) とも。

## 生涯
1884年4月5日（ユリウス暦3月24日）、あるいは9月21日（ユリウス暦9日）、ロシア帝国カルス州カグィズマンの農家に生まれた。12歳まで地元の教区学校で学び、その後1896年にスタヴロポリの男子中等学校に進んだが、同時に学費を稼ぐため教師や翻訳家などの仕事にも就き、貧困と過労から結核を患った。1901年まではアルメニア革命連盟に入党していたが、同年から1903年までは社会民主フンチャク党に属し、やがてそれも脱退し1903年からメンシェヴィキとなった。
ロシア第一革命の時代は北カフカースの軍隊で革命活動に関わったが、繰り返し逮捕された後1907年にスイスに逃れた（この頃から「ヴァルラーム・アヴァネソフ」の名を使うようになる）。スイスではチューリッヒ大学医学部で学ぶとともに、ダヴォスのロシア社会民主労働党統一組織では書記を務めた。大学卒業後の1913年にロシアへ帰還し、翌1914年からボリシェヴィキとなる。二月革命後の1917年3月から11月までモスクワ市ソビエト幹部会メンバーを務め、10月にはペトログラード軍事革命委員会出版・報道部部長も務めた。十月革命後の労働者・兵士代表ソビエト第2回全ロシア大会にて全ロシア中央執行委メンバーおよび安全保障会議書記に選出され、モスクワ地区防衛トロイカの一員としてアントーン・デニーキン軍と戦った。同月9日から1920年12月31日まで中央執行委幹部会書記を務めた。

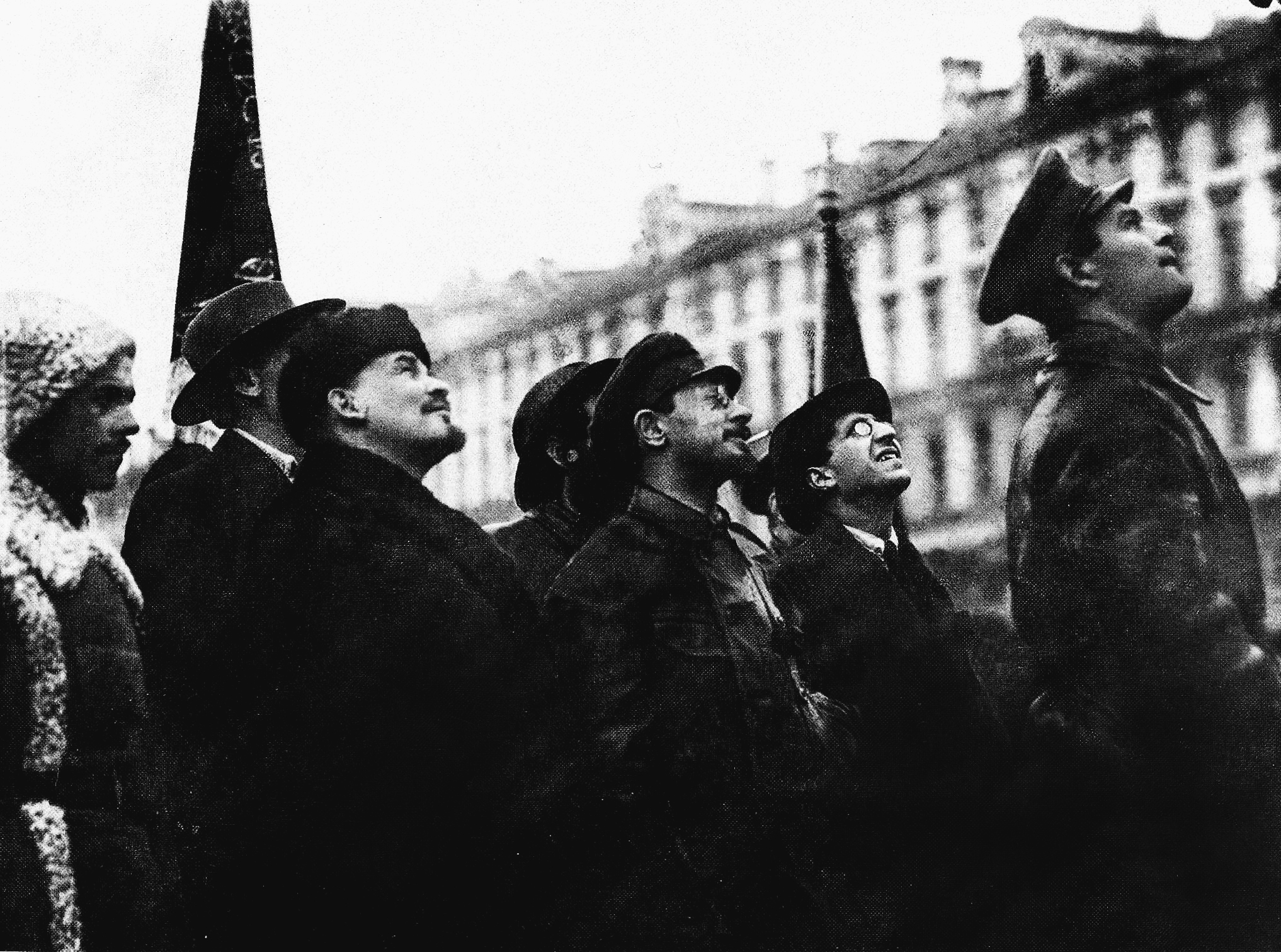
1918年のアヴァネソフ（ウラジーミル・レーニン、ヤーコフ・スヴェルドロフとともに）

1917年にはロシア・ソビエト共和国民族問題人民委員部アルメニア人委議長を務め、「トルコ領アルメニアについて」の布告起草に参加。翌1918年3月からはアルメニア共産党中央委員およびチェーカー参議会メンバー、8月からはチェーカー特別部 (ru) 第二副部長となった。同年のロシア共和国憲法拡充や全ロシア中央執行委初代憲章の起草も行った。1919年から1920年まではロシア共和国国家統制人民委員部 (ru) 参議会メンバーおよび労働防衛会議附属避難委議長を務め、労働防衛会議議長のウラジーミル・レーニンが不在の時はその職務を代行することもあった。1921年11月には労働防衛会議金委で働いた。1919年から1922年までは労働防衛会議燃料輸送委議長、1920年から1922年まではチェーカー参議会メンバー、1922年8月18日からソビエト連邦対外貿易人民委員部監査副長、1920年から1924年まではロシア共和国労農監査副人民委員、同年から翌1925年までは連邦対外貿易副人民委員、1925年からは連邦国民経済最高会議 (ru) 監査長、報告部部長などを務めた。第1期から第3期までの連邦中央執行委メンバーでもあった。
長らく患っていた結核が1922年頃から悪化したにもかかわらず、治療も拒否して働き続け、連邦国民経済最高会議幹部会メンバーおよび最高会議供給局局長に在職中の1930年3月16日にモスクワで死去。ノヴォデヴィチエ墓地に葬られた。その後、アヴァネソフの名はタンカー (ru) に付けられた。